# Casemiro Neto
Casemiro Gomes Cardoso Neto (Vitória da Conquista, 10 de junho de 1959) é um jornalista brasileiro que hoje atua na TV Aratu.
Passou pela TVE Bahia e TV Itapoan antes de seguir para a TV Bahia, onde ficou por 18 anos e foi um dos principais jornalistas. Apresentou inúmeros jornais pela emissora, sendo o último deles, o Bahia Meio Dia.
Em 2008, foi contratado pela afiliada do SBT na Bahia, a TV Aratu, para apresentar o programa Que Venha o Povo.